# جورج دبليو. برنارد
جورج دبليو. برنارد (بالإنجليزية: George W. Bernard)‏ هو مؤرخ بريطاني، ولد في 14 أبريل 1950.